# Billy Hinsche

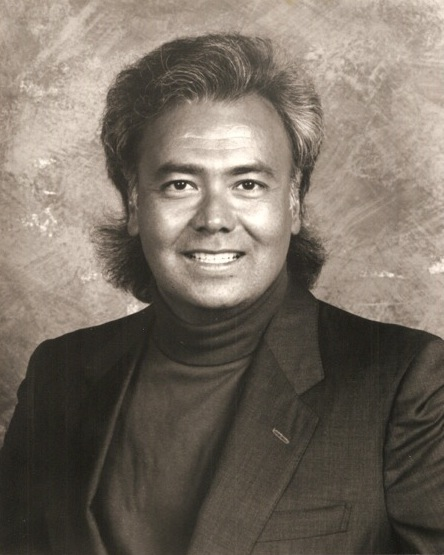
Billy Hinsche 2012

William „Billy“ Hinsche (* 29. Juni 1951 in Manila, Philippinen; † 20. November 2021) war ein US-amerikanischer Musiker, der durch seine Zusammenarbeit mit den Beach Boys bekannt wurde.

## Leben
Die Familie Hinsche entstammte der Schwarzwaldregion und wanderte Ende des 19. Jahrhunderts in die USA aus. Billys Vater Otto Hinsche verließ die USA 1940 und wanderte auf die Philippinen aus, wo auch seine beiden Kinder geboren wurden. 1953 zog die Familie in die USA zurück.
Hinsche war Mitglied der Gruppe Dino, Desi & Billy. Dino steht für Dino Martin (eigentlich Dean Paul Martin, Sohn von Dean Martin), Desi für Desiderio Arnaz IV, den Sohn von Desi Arnaz und Lucille Ball. Die Gruppe hatte 1965 und 1966 unter dem Produzenten Lee Hazlewood einige Charterfolge.
1965 lernte er während eines Konzerts die Beach Boys kennen. Er freundete sich mit den Brüdern Carl und Dennis Wilson an. Dies führte dazu, dass er eingeladen wurde, am Album Beach Boys’ Party! mitzuwirken. 1966 heiratete Carl Billys Schwester Annie Hinsche. Einige Zeit nach der Hochzeit schrieben Billy und Brian Wilson den Titel Lady Love, der für Dino, Desi & Billy ein Hit wurde.
1968 erhielt Hinsche das Angebot, ein fester Bestandteil der Beach Boys zu werden. Sein Vater bestand allerdings darauf, dass er eine Schulausbildung absolvierte. Er ging trotzdem mit den Beach Boys auf Tournee und wurde für rund 30 Jahre ein fester Bestandteil der Bühnenband. Er ist auf zahlreichen Beach-Boys-Alben als Backing Vocalist und Musiker zu hören. Auch auf Dennis Wilsons Soloalbum Pacific Ocean Blue ist er als Sänger und Gitarrist vertreten.
Er arbeitete an weiteren Projekten, dies zumeist mit seinem Schwager Carl Wilson. So sang er mit ihm bei Elton Johns Don’t Let the Sun Go Down on Me und produzierte mit ihm 1977 das Album Beached von Ricci Martin. Zudem schrieb er zahlreiche Lieder. Eines dieser Stücke – One More Night Alone – veröffentlichte Carl Wilson auf seinem zweiten Soloalbum Youngblood.
In den 1990er Jahren versuchte Hinsches eigene Gruppe ein Comeback, allerdings nun unter den Namen Ricci, Desi & Billy, da Dino Martin durch seinen Bruder Ricci Martin ersetzt wurde. Doch sein musikalisches Schaffen blieb geprägt von den Beach Boys. Nach dem Tode von Carl Wilson stieg er bei der Beach Boys Band aus und schloss sich der neuen Gruppe von Al Jardine, Al Jardine’s Families & Friends an. Er absolvierte 2007 mit Brian Wilson eine Europatournee. Zudem veröffentlichte er zahlreiche DVDs über die Beach Boys und organisierte die Dennis Wilson Tribut-CD One in a Million, für die Hinsche den Titelsong beisteuerte.
Billy Hinsche starb im November 2021 im Alter von 70 Jahren an Lungenkrebs. Am selben Tag starb seine 96-jährige Mutter Celia.